# نیسان کریو
نیسان کریو (Nissan Crew) خودرویی است که در سال‌های ژوئن ۱۹۹۳ تا ۲۰۰۹تولید شده‌است.
این خودرو در کلاس خودرو سایز متوسط قرار گرفته، طراحی آن خودروهای موتور جلو-محور عقب، خودروهای موتور جلو-محور جلو بوده است. سیستم جعبه‌دندهٔ آن ۴ و ۵ دنده به دو صورت خودکار و دستی است.

## نگارخانه

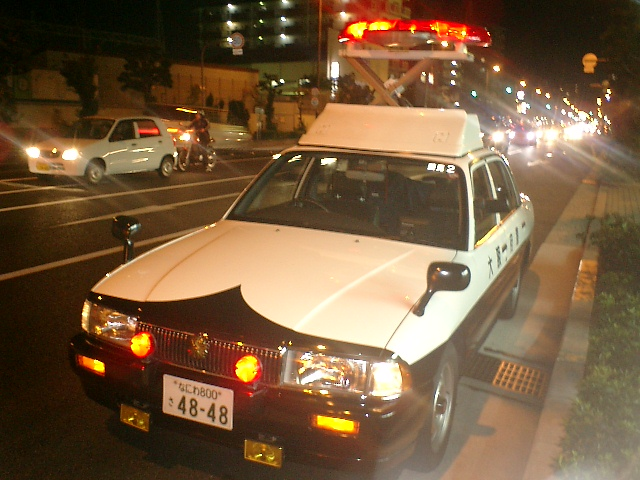
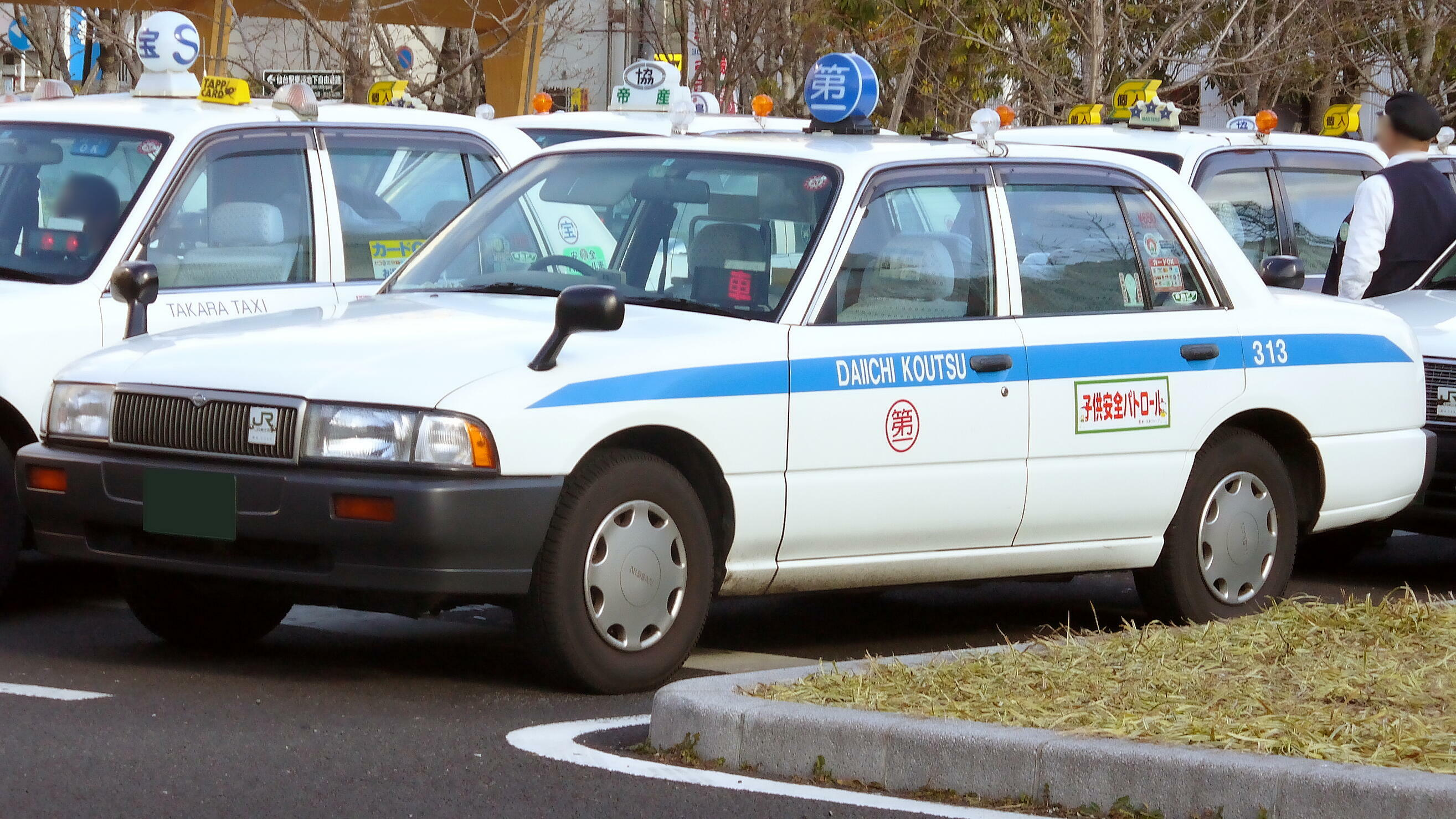
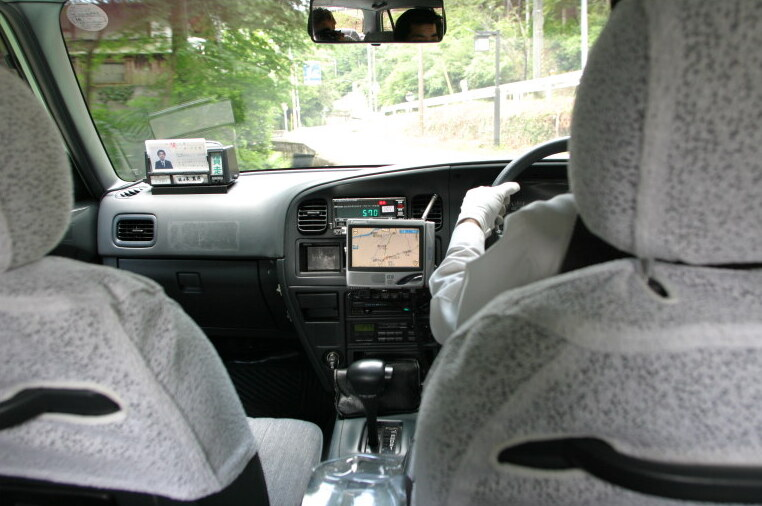